# خوسيه رويز
خوسيه رويز (بالإسبانية: José Ruiz Aguilar)‏ (1904) لاعب كرة قدم مكسيكي راحل كان يجيد اللعب في خط الهجوم .
شارك مع منتخب المكسيك في بطولة كأس العالم 1930 في الأوروغواي .

## وصلات خارجية
- خوسيه رويز على موقع الاتحاد الدولي (مؤرشف)  (الإنجليزية)
- خوسيه رويز على موقع قاعدة بيانات كرة القدم.إي يو (الإنجليزية)
- خوسيه رويز على موقع ناشيونال فوتبول تيمز (الإنجليزية)
- خوسيه رويز على موقع Soccerway.com (الإنجليزية)
- خوسيه رويز على موقع عالم كرة القدم.نت (الإنجليزية)

- هذا السيرة الذاتية